# Eikev
Eikev, Ekev ou Eqev (עקב — héb pour « en conséquence » le second mot et premier distinctif de la parasha) est la 46e section hebdomadaire du cycle annuel de lecture de la Torah et la troisième du Livre du Deutéronome.
Elle correspond à Deutéronome 7:12-11:25. Les Juifs de la Diaspora la lisent généralement en août.

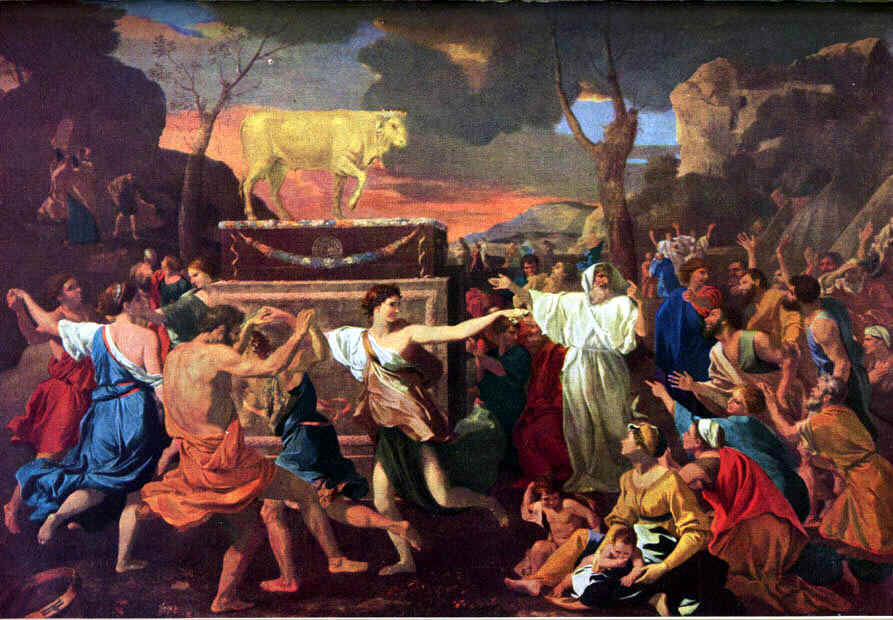
« L'Adoration du Veau d'Or » (tableau de Nicolas Poussin)

## Résumé
Moïse continue de parler : en conséquence de leur fidélité, Dieu bénira Israël. Moïse rappelle les bienfaits dont ils ont bénéficié, à savoir la sortie d'Égypte, la manne, la fertilité de la terre promise aux enfants d'Israël ; il met en garde le peuple contre la tentation d'oublier, en jouissant de cette abondance, Celui Qui en est la source, et de se l'attribuer par sa force ou son mérite. Que le peuple ne s'imagine pas davantage avoir vaincu les Cananéens par son mérite : c'est au contraire pour leur démérite qu'ils paient et il en serait de même pour Israël s'il fautait. Moïse rappelle à cette occasion la faute du veau d'or, le pardon qu'il leur a obtenu, les deuxièmes tables de la Loi, l'élection des Lévites et l'obligation de justice et d'amour de l'étranger. Il leur annonce enfin la terre où coulent le lait et le miel, et leur enjoint d'aimer Dieu.

### Divisions de la parasha lors de la lecture complète
La lecture de la parasha à la synagogue le sabbath est traditionnellement divisée en sept sections, pour lesquelles un membre différent de la congrégation est appelé à lire. La première lecture, le rishon, échoit traditionnellement à un cohen, la seconde, appelée sheni, à un levi, les suivantes à un israël (ni cohen ni levi). La septième section comporte une sous-section, le maftir, qui est lu par la personne qui lira ensuite la haftara.
Les sections de la parashat Eikev sont:
- rishon:
- sheni:
- shlishi:
- revi'i:
- hamishi:
- shishi:
- shevi'i:
  - maftir:

### Divisions de la parasha lors de la lecture abrégée
Une lecture publique de la parasha fut instaurée par Ezra le Scribe le lundi et le jeudi à la synagogue. Cette lecture, sensiblement plus courte, ne comprend que trois sections, la première réservée au cohen, la seconde au levi, la troisième à un israël
- Section du cohen: Devarim[3]
- Section du levi: Devarim[3]
- Section de l'israël: Devarim[3]

### Maqam
Un maqam est un système de modes musicaux utilisé dans la musique arabe mélodique classique. Les juifs originaires des pays orientaux (Afrique du Nord, Syrie) s'en sont inspirés, et adaptent la mélodie de la liturgie du Shabbat en fonction du contenu de la parasha de cette semaine. Ils emploient 10 maqam différents, possédant chacun son usage propre.
Le maqam utilisé lors du sabbath au cours duquel on lit la parashat Eikev est le Maqam Sigah, car la parashat Eikev contient la seconde section du Shema Israël.

## Commandements
La Torah comporte, selon la tradition rabbinique, 613 prescriptions. Différents sages ont tenté d'en établir un relevé dans le texte biblique.
Selon l'un de ces computs les plus célèbres, le Sefer HaHinoukh, la parashat Eikev comporte six prescriptions positives et deux négatives:
- Interdiction de tirer bénéfice des ornements d'une idole (Dt 7,25.)
- Interdiction de s'approprier et tirer bénéfice d'un objet d'idolâtrie (Dt 7,26.)
- Bénir Dieu après le repas pour la nourriture qu'Il a donnée (Dt 8,10.)
- Aimer le guer (étranger ou converti (Dt 10,19.)
- Devoir de craindre YHWH Elohim (Dt 10,20.)
- Devoir de servir Dieu par la prière (Dt 10,20.)
- Devoir de rechercher la compagnie des Sages et s'attacher à eux (Dt 10,20.)
- Il est obligatoire, si l'on prête serment, d'invoquer le Nom de Dieu (Dt 10,20.)

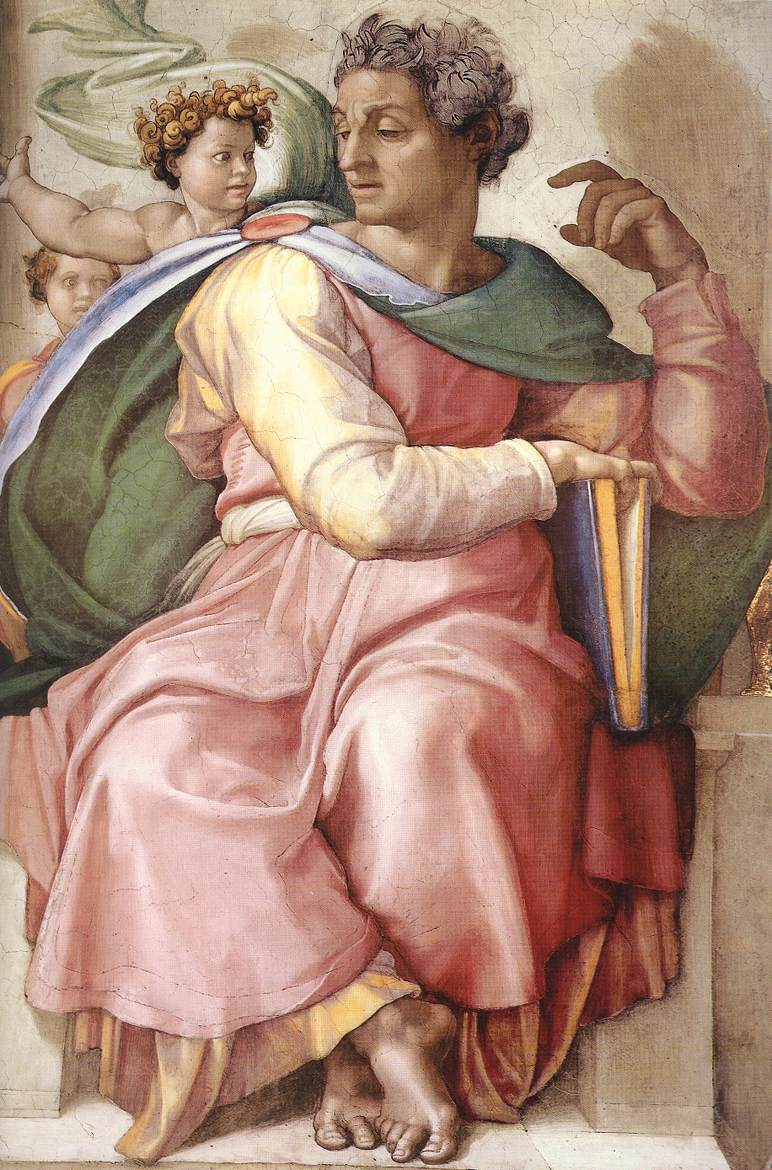
Isaïe (fresque de Michelangelo)

## Haftara
La haftara est une portion des livres des Neviim (« Les Prophètes ») qui est lue publiquement à la synagogue après la lecture de la Torah. Elle présente généralement un lien thématique avec la parasha qui l'a précédée.
La haftara pour la parashat Eiqev est Isaïe 49:14–51:3. Elle ne fait pas immédiatement référence à la parasha, mais à la consolation du peuple à la suite de la destruction des Temples. C'est la seconde des sept haftarot de consolation, aboutissant à Rosh Hashana, le Nouvel An juif.